# Leon Festinger
Leon Festinger (8 de maio de 1919 - 11 de fevereiro de 1989) foi um psicólogo da cidade de Nova Iorque que se tornou famoso pelo desenvolvimento da Teoria da Dissonância Cognitiva. 
Festinger se tornou bacharel em ciência pelo City College de Nova Iorque em 1939. Após completar seus estudos na graduação, ingressou na Universidade de Iowa e recebeu seu título de Ph.D em 1942.
Kurt Lewin, aclamado como o pai da psicologia social orientou Festinger. O psicólogo novaiorquino também desenvolveu a teoria da comparação social, na qual segundo ele, as pessoas avaliam seus desejos e opiniões através da comparação com outros indivíduos.

## Carreira
Filho dos imigrantes russo judeus Alex Festinger (um fabricante de bordados) e Sara Solomon Festinger em Brooklyn, New York, Leon Festinger estudou na Boys' High School e recebeu o título de bacharel em Ciências na City College of New York em 1939. Ele recebeu seu Master's em psicologia na University of Iowa em 1942 após estudar com o proeminente psicólogo social Kurt Lewin, o qual estava tentando criar a "teoria de campo" da psicologia (em analogia à física) para responder tal modelo mecanicista dos behaviorists.
No mesmo ano, ele casou-se com a pianista Mary Oliver Ballou com quem ele teve três filhos: (Catherine, Richard e Kurt) antes do divórcio.
Lewin criou o Centro de Pesquisas para Dinâmicas de Grupo no MIT em 1945 e Festinger o seguiu, tornando-se professor assistente. Com o falecimento de Lewin em 1947, Festinger assumiu o cargo de professor assistente na Universidade de Michigan.
Em 1951 ele tornou-se professor em tempo integral de psicologia na Universidade de Minnesota. Seu livro Métodos de Pesquisa em Ciências Comportamentais (com Daniel Katz), de 1953, abordou a necessidade de variáveis bem controladas em experimentos de laboratório, mesmo que isso resultasse em ocultar informações dos participantes do estudo.
Em 1955 ele se transferiu para a Universidade Stanford. Finalmente, em 1968 ele se ocupou a cadeira Staudinger como professor titular da New School for Social Research, em New York.
No ano seguinte ele se casou com Trudy Bradley, professora da Escola de Serviço Social da New York University School.

## Exemplo da dissonância cognitiva
A teoria de Festinger da dissonância cognitiva dá conta das conseqüências psicológicas de expectativas não-confirmadas. Um dos primeiros casos publicados sobre o tema é descrito no livro When Prophecy Fails (Festinger et al. 1956). Festinger e seus colegas leram uma nota num jornal local intitulada "Prophecy from planet clarion call to city: flee that flood", onde um grupo de pessoas dizia que uma tempestade de proporções catastróficas destruiria o Planeta Terra.
Festinger e seus colegas viram nesse fato algo que levaria o tal grupo a sentimentos dissonantes/divergentes quando a profecia falhasse. Os pesquisadores se infiltraram, então, no grupo para observar o seu comportamento. Quando a profecia revelou-se falsa, o grupo não abandonou suas crenças e, em vez disso, buscou explicações para a sua não-realização, apegando-se mais ainda às suas ideias. A discrepância entre aquilo em que acreditavam e a realidade transformou-se na base para que Festinger e seus colegas elaborassem a Teoria da Dissonância Cognitiva que é, grosso modo, um descasamento entre as crenças pessoais de alguém e suas atitudes ou a realidade ao seu redor.

## References